# 室女座27
室女座27，又名BD+11 2484，HD 110377、SAO 100207、HR 4824，是室女座的一颗恒星，视星等为6.19，位于銀經294.55，銀緯73.14，其B1900.0坐标为赤經12h 36m 32s，赤緯+10° 73.14′ 30″。